# Biskupce
Biskupce (biał. Біскупцы, Biskupcy; ros. Бискупцы, Biskupcy) – wieś na Białorusi, w obwodzie grodzieńskim, w rejonie lidzkim, w sielsowiecie Trzeciakowce, przy drodze magistralnej M6.

## Historia
W dwudziestoleciu międzywojennym leżały w Polsce, w województwie nowogródzkim, w powiecie lidzkim, w gminie Dokudowo. W 1921 miejscowość liczyła 243 mieszkańców, zamieszkałych w 48 budynkach, wyłącznie Polaków. 151 mieszkańców było wyznania rzymskokatolickiego, 89 prawosławnego i 3 mojżeszowego.
Po II wojnie światowej w granicach Związku Sowieckiego. Od 1991 w niepodległej Białorusi.